# Nguyễn Huệ
 (janvier 2017).
Si vous disposez d'ouvrages ou d'articles de référence ou si vous connaissez des sites web de qualité traitant du thème abordé ici, merci de compléter l'article en donnant les références utiles à sa vérifiabilité et en les liant à la section « Notes et références ».
Empereur Quang Trung (vietnamien: Quang Trung hoàng đế), né Nguyễn Huệ en 1753 dans le district de Tây Sơn dans la province de Binh Dinh et mort le 16 septembre 1792 à Phú Xuân, fut le deuxième empereur de la dynastie Tây Sơn (1788-1792). Il fut l'un des généraux talentueux de l'histoire du Viêt Nam. Il fut celui qui a unifié le Vietnam, alors divisé par les familles Trinh et Nguyên. Il a mené son armée à des victoires retentissantes lors d'invasions du pays par des armées du Siam (bataille de Rạch Gầm-Xoài Mút en 1785) et des Qing (bataille de Ngọc Hồi-Đống Đa en 1789) et a imposé les lettres Nôm  comme écriture nationale.
Bien qu'empereur mort sans descendant, le combat politique et social des Tay Son a été repris au XXe siècle par leur héritier direct, l'homme politique Ho Huu Tuong, qui combattit toute sa vie pour imposer le nationalisme vietnamien.

## Histoire
À l'époque le Đại Việt (Vietnam) est sous l'autorité théorique d'un empereur Lê dont le trône est à Hanoï mais qui n'a aucun pouvoir réel, et séparé en deux parties au niveau de Phú Xuân (l'actuelle ville de Hué, au centre du Vietnam) : au sud le Đàng Trong (Cochinchine), gouverné par les seigneurs du clan Nguyễn, tandis qu'au nord le Đàng Ngoài (Tonkin) est gouverné par les seigneurs du clan Trịnh, et les deux partis sont en conflit pour la prééminence.
En 1771 trois frères du clan des Hồ, Huệ, Lữ et Nhạc, originaires du village de Tây Sơn situé près de Qui Nhơn, prennent la tête d'une insurrection paysanne qui leur donne le pouvoir dans le Đàng Trong, avec l'aide des Trịnh. Cette révolte a été qualifiée de proto-socialiste, les révoltés dépouillant les riches au profit des pauvres, ce qui a contribué à la bonne réputation du personnage dans le Vietnam communiste d'aujourd'hui. Les seigneurs Nguyễn font appel à l'aide des Siamois (aujourd'hui Thaïlande) pour reprendre le pouvoir, mais l'armée siamoise tombe dans un guet-apens préparé par Nguyễn Huệ sur la rivière Mỹ Tho et doit battre en retraite. Les Nguyễn sont pratiquement tous exterminés, à l'exception de Nguyễn Ánh qui trouve refuge en Chine. Les rebelles installent fermement leur pouvoir, changent leurs noms en Nguyễn, et fondent la dynastie Tây Sơn.
En 1786, il franchit le col des nuages et conquiert Phú Xuân, puis profitant du chaos politique au nord, il chasse les Trinh, installe un nouvel empereur fantoche Lê Chiêu Thống de la dynastie Lê et se saisit du pouvoir réel. Lê Chiêu Thống fuit en Chine et demande alors l'aide des Chinois pour déloger Nguyễn Huệ. Qianlong accepte, l'armée chinoise envahit le Vietnam en novembre 1788 et s'empare de Hanoï tandis que les Tây Sơn se replient vers Phú Xuân le temps que des renforts leur parviennent.
Nguyễn Huệ déclare Lê Chiêu Thống traitre et indigne, et se proclame empereur à sa place, sous le nom de Quang Trung. Il rassemble ses troupes, remonte vers le nord et remporte en janvier 1789 la bataille de Ngọc Hồi-Đống Đa (lieu actuellement situé à Hanoï). Les Chinois sont chassés mais le rapport des forces en leur faveur oblige Quang Trung à accepter de se placer en position de vassal tributaire de la Chine avec le titre de roi de l'Annam, de sorte que les deux parties présentent les opérations comme un succès pour eux (au détriment des Lê et des Trinh qui sortent de l'Histoire).
Nguyễn Huệ entreprend un vaste plan de réformes. Il encourage l'agriculture, l'artisanat et le commerce. Il impose les idéogrammes Chữ Nôm au lieu des idéogrammes chinois. Les programmes d'enseignement sont également réformés. L'empereur sait également manœuvrer sur le plan diplomatique, ménageant les liens avec l'empereur de Chine, même si le premier vise à se débarrasser un jour de sa vassalité tandis que l'autre cherche à accroitre son emprise.
Mais en 1792, Nguyễn Huệ meurt à l'âge de 39 ans, sans avoir pu terminer ses réformes. Son successeur ne parviendra pas à maintenir sa dynastie, remplacée en 1802 par celle de Gia Long.
Sa mémoire demeure cependant vivace. Plusieurs rues portent son nom; l'arrondissement Đống Đa à Hanoï célèbre chaque année la victoire de Nguyễn Huệ en 1789.